# Luca Guercilena
Luca Guercilena (nascido em 4 de agosto de 1973, em Cassinetta di Lugagnano) é um dirigente esportivo italiano. Atualmente é gerente geral da equipe Trek Factory Racing.